# 2071
- Wikisource

| Calendário gregoriano                                                        | 2071 MMLXXI                         |
| Ab urbe condita                                                              | 2824                                |
| Calendário arménio                                                           | 1521 – 1522                         |
| Calendário bahá'í                                                            | 227 – 228                           |
| Calendário budista                                                           | 2615                                |
| Calendário chinês                                                            | 4767 – 4768 Início a 31 de janeiro  |
| Calendário copta                                                             | 1787 – 1788                         |
| Calendário etíope                                                            | 2063 – 2064                         |
| Calendários hindus - Vikram Samvat - Calendário nacional indiano - Cáli Iuga | 2126 – 2127 1992 – 1993 5171 – 5172 |
| Calendário Holoceno                                                          | 12071                               |
| Calendário islâmico                                                          | 1494 – 1495                         |
| Calendário judaico                                                           | 5831 – 5832                         |
| Calendário persa                                                             | 1449 – 1450 Início a 21 de março    |
| Calendário rúnico                                                            | 2321                                |
| Calendário solar tailandês                                                   | 2614                                |

2071 (MMLXXI, na numeração romana) será um ano comum do século XXI que começará numa quinta-feira, segundo o calendário gregoriano. A sua letra dominical será D. A terça-feira de Carnaval ocorrerá a 3 de março e o domingo de Páscoa a 19 de abril. Segundo o horóscopo chinês, será o ano do Coelho, começando a 31 de janeiro.

| Evento                                                   | Data            | Hora  |
| -------------------------------------------------------- | --------------- | ----- |
| Aquário                                                  | 20 de janeiro   | 00:02 |
| Peixes                                                   | 18 de fevereiro | 13:59 |
| primavera no hemisfério norte e outono no hemisfério sul |                 |       |
| Carneiro/equinócio                                       | 20 de março     | 12:34 |
| Touro                                                    | 19 de abril     | 23:05 |
| Gémeos                                                   | 20 de maio      | 21:43 |
| verão no hemisfério norte e inverno no hemisfério Sul    |                 |       |
| Caranguejo/solstício                                     | 21 de junho     | 05:21 |
| Leão                                                     | 22 de julho     | 16:12 |
| Virgem                                                   | 22 de agosto    | 23:32 |
| Outono no Hemisfério Norte e Primavera no Hemisfério Sul |                 |       |
| Balança/equinócio                                        | 22 de setembro  | 21:38 |
| Escorpião                                                | 23 de outubro   | 07:29 |
| Sagitário                                                | 22 de novembro  | 05:29 |
| inverno no hemisfério norte e verão no hemisfério sul    |                 |       |
| Capricórnio/solstício                                    | 21 de dezembro  | 19:04 |

| UTC: Portugal Continental, Madeira, Guiné-Bissau e São Tomé e Príncipe Subtrair (-): 1 h nos Açores e Cabo Verde 2 h nas Ilhas oceânicas brasileiras 3 h em Brasília, em Goiás, na Amazônia Oriental Brasileira e no nordeste, sudeste e sul brasileiros 4 h na Amazônia Ocidental Brasileira, Mato Grosso e Mato Grosso do Sul 5 h no Acre e sudoeste do Amazonas Adicionar (+): 1 h em Angola e Guiné Equatorial 2 h em Moçambique 8 h em Macau 9 h em Timor-Leste. |
| Adicionar uma hora durante a vigência do horário de verão: Portugal Continental : De 29 de março a 25 de outubro de 2071 |

| Ano completo                        |
| ----------------------------------- |
| Ano comum com início à quinta-feira |

## Eventos esperados e previstos
- Ano do Coelho de Metal, segundo o horóscopo chinês.

Março
- 15 a 16 de março - Eclipse lunar penumbral[1]
- 31 de março - Eclipse solar anular[2]

Setembro
- 9 a 10 de setembro - Eclipse lunar penumbral[3]
- 23 de setembro - Eclipse solar total[4]